# Summit (álbum)
Summit (editado en Argentina como Reunión cumbre) es un álbum de estudio grabado por el bandoneonista de tango argentino Astor Piazzolla y el saxofonista de jazz estadounidense Gerry Mulligan. El álbum fue grabado y editado en Italia en 1974 por el sello italiano Erre TV, cosechando críticas favorables en cuanto a su calidad artística en sí, pero muchos críticos señalaron la escasa participación de Mulligan en la composición (de las ocho composiciones, siete fueron escritas por Piazzolla, y solo una por Mulligan); pese a que el álbum fue presentado como "a dúo", Mulligan prácticamente actúa como un músico sesionista más, que aparece en todos los temas. Fue un álbum que ayudó a difundir la obra de Piazzolla alrededor del mundo y, en palabras de la esposa de Mulligan, el álbum se había vendido bastante bien.
Una vez más, como en "Libertango" de Piazzolla, la sección rítmica consistió en: Pino Presti en bajo eléctrico y Tullio De Piscopo en batería.

## Antecedentes
Anteriormente, Astor Piazzolla por medio de un acuerdo con su mánager Alan Pagani, logró una serie de acuerdos discográficos en Italia, radicándose en el país por cuatro años, una etapa fructífera que se conoce como el «periodo italiano», en donde grabó varios álbumes junto a diferentes conjuntos de carácter más electrónico que acústico. Así grabó varios trabajos, incluyendo varias bandas sonoras como Lumière en 1976, Quand la ville s'éveille en 1975, Il pleut sur Santiago en 1975, Cadavres exquis en 1975 y Armaguedon de 1977, además del célebre Libertango de 1974, entre otros.

## Historia
Gerry Mulligan había sido de gran inspiración para la música de Astor Piazzolla, como para la formación de su Octeto en 1955. Cuando se habló por primera vez de hacer el álbum, la mitad de las composiciones serían hechas por Piazzolla, mientras que la otra parte estaría compuesta por Mulligan, un arreglo usual en estos casos para que ambos músicos cobrasen la mitad de regalías cada uno por el disco, en el jazz este tipo de álbumes son habituales. Pero Piazzolla llegó a las sesiones de grabación con todo el material compuesto por él. Fue la primera de una serie de confusiones que caldearon los ánimos entre ambos, al punto que las sesiones de grabación fueron algo "tortuosas". Más allá de la transgresión al código tácito de las regalías, Piazzolla llegó a las sesiones con la intención de que Mulligan fuera más bien un sesionista, algo que posiblemente al jazzista le resultó ofensivo. Pese a ello, no quedaron rencores entre ambos. Posteriormente de la grabación del álbum, Mulligan siempre expresó palabras de admiración por Piazzolla, al punto de declarar su amistad hacia él, e incluso le dedicó un tema "Listening to Astor", mientras que Piazzolla diría que Summit fue una de "las cosas más lindas" que había hecho en su vida, puesto que: "había un motivo, si se quiere, nostálgico. En 1955, en París, escuchando el octeto de Mulligan empezó a tomar forma el Octeto Buenos Aires".
Según Amelita Baltar (cantante y pareja sentimental de Piazzolla en ese momento), quien estuvo presente en las grabaciones, Piazzolla a menudo se quejaba de los limitados dotes de lectura de música de Mulligan, mientras que éste respondía "hubieran llamado a Stan Getz", según el relato de Azzi y Collier. Sin embargo, Daniel Piazzolla (hijo de Astor), argumentó que pudo tratarse de una cuestión de códigos, de interpretaciones distintas frente a ciertos sobrentendidos de la escritura de Piazzolla, a aquello a lo que él estaba acostumbrado que fuera leído de una manera levemente distinta a la escrita por sus músicos que tocaban más habitualmente con él.

## Análisis
El álbum comienza con "20 Years Ago", un título en referencia a un supuesto primer encuentro entre los músicos, ya que si bien Astor Piazzolla había dicho a la prensa hace veinte años atrás que escuchó en vivo a Gerry Mulligan durante su estadía en París cuando estudiaba con Nadia Boulanger, lo cierto es que Mulligan no había brindado conciertos justo en el tiempo que Piazzolla había estado estudiando allí, por lo que si lo escuchó en París a Mulligan, solo pudo haber sido mediante discos. El tema no juega con los posibles cruces de estilos, no hay interacción, el acompañamiento de las cuerdas es puerilmente estándar y nada transciende de la balada con tonos tangueros, calculada para el gusto europeo y situado muy cerca de ese tono de las bandas sonoras que compuso en esa época. Si bien "Close your eyes and listen" da muestra de un cálido timbre y la cualidad cantábile de Mulligan, el desarrollo de su capacidad como improvisador contrapuntístico es inexistente, caso contrario a lo que sucede en las colaboraciones con Paul Desmond, Chet Becker o Jim Hall. "Años de soledad" se trata de una reescritura de "Adiós Nonino", lleva al paroxismo el recurso de la entrada épica de la acentuación 3+3+2 y "Deus Xango", brinda un pequeño espacio para un solo de Mulligan, aunque sobre un ostinato más de rock que de jazz, que no le brinda el medio necesario para su despliegue melódico de acordes con más de tres notas. "Veinte años después" también tiene un solo de Mulligan, pero escrito por Piazzolla. De las ocho composiciones que hay en el álbum, una sola está acreditada a Mulligan, "Aire de Buenos Aires", sugiere que el jazzista intento hacer un acercamiento al tanguero, más de lo que se dio a viceversa. El tema conserva las secciones contrastantes y el característico 3+3+2, pero además con acordes más interesantes, se aprecia a un Mulligan con más energía.

## Grabación
Summit fue grabado en siete sesiones, entre septiembre y octubre de 1974 y según Alan Pagani -quien fuera mánager de Astor Piazzolla en su momento-, el origen del encuentro entre los músicos se produjo a instancias del mismo Pagani, quien le hizo escuchar Libertango a Gerry Mulligan, álbum que al estadounidense le gusto. Otras fuentes apuntan a que fue el baterista Tullio De Piscopo, quién le hizo escuchar Libertango a Mulligan en un casete en su auto.

## Lanzamiento y reediciones
El historial de ediciones de Summit es algo irregular. La edición original del álbum fue editada en 1974 por el sello italiano Erre TV. Además hubo una edición hecha por el efímero sello de la compañía química alemana BASF, el álbum fue reeditado el siguiente año por el sello alemán WEA por medio de Atlantic Records, con el título de Tango Nuevo.  En América Latina el álbum fue editado como Reunión cumbre por el sello argentino Trova, y en Brasil fue editado por el sello Pick Jazz. Aunque se reeditó varias veces en CD desde los años 1980, el álbum aún no ha sido remasterizado digitalmente.

## Críticas
La reseña de La Opinión de Argentina escrita por Jorge Andrés criticaba a los sesionistas italianos, argumentando que quienes mejor podían tocar la música de Astor Piazzolla eran sus músicos habituales de Buenos Aires, mientras que los peninsulares eran carentes de "(no solo) sensibilidad sino también de la misteriosa fantasía que es la parte más importante de la creación de este gran artista". La revista francesa Jazz Magazine publicó una crítica escrita por Maurice Gourges, sobre uno de los conciertos que el dúo Piazzolla y Gerry Mulligan hicieron para promocionar el álbum: "la asociación de los dos músicos quedó marcada por el predominio manifiesto del elemento argentino sobre la música de Mulligan (...) no hubo más que sumisión por parte del saxofonista que doblo, sin autonomía, el discurso del bandoneón", no obstante, el medio consideró la actuación en vivo como "fascinante", pero también resalto la dinámica dispar del dúo: "La contribución del álbum no es equitativa, por eso quienes acudan a él en busca del Mulligan dominante de otros tiempos, lo encontraran participando dócil y admirado de una música que no es la suya".
La fusión entre el nuevo tango de Piazzolla con las influencias de jazz de Mulligan, apoyado por una orquesta de músicos argentinos e italianos, ha sido descrita como "un memorable disco de una extraña belleza", y "un evento único, totalmente exitoso". El sitio AllMusic describió la música de Summit como "mayoritariamente oscura y melancólica, con una gran variedad tonal", también destacó la originalidad dl mismo al decir que tenía "una rotunda y negativa a encajar en ninguno de los casilleros habituales".
Los periodistas argentinos Diego Fischerman y Abel Gilbert en un extenso libro sobre la vida de Astor Piazzolla han dicho:

Si el toque de Piazzolla es inconfundible, el del saxofonista no transciende del músico a sueldo. (...) Summit se desprende una profunda incomprensión, por parte de Piazzolla, de lo que significaba el hecho de grabar junto a uno de los grandes músicos del jazz.
Diego Fischerman y Abel Gilbert, 2009.

## Lista de temas
Todas las canciones escritas y compuestas por Astor Piazzolla, excepto donde se indica. 
| Lado A |                              |          |  |
| N.º    | Título                       | Duración |  |
| 1.     | «20 Years Ago»               | 6:26     |  |
| 2.     | «Close Your Eyes and Listen» | 4:32     |  |
| 3.     | «Years of Solitude»          | 4:07     |  |
| 4.     | «Deus Xango»                 | 3:45     |  |

| Lado B |                                         |          |  |
| N.º    | Título                                  | Duración |  |
| 1.     | «20 Years After»                        | 4:10     |  |
| 2.     | «Aire de Buenos Aires» (Gerry Mulligan) | 4:37     |  |
| 3.     | «Reminiscence»                          | 6:30     |  |
| 4.     | «Summit»                                | 3:35     |  |

## Créditos
Músicos
- Astor Piazzolla - bandoneón
- Gerry Mulligan - saxofón barítono

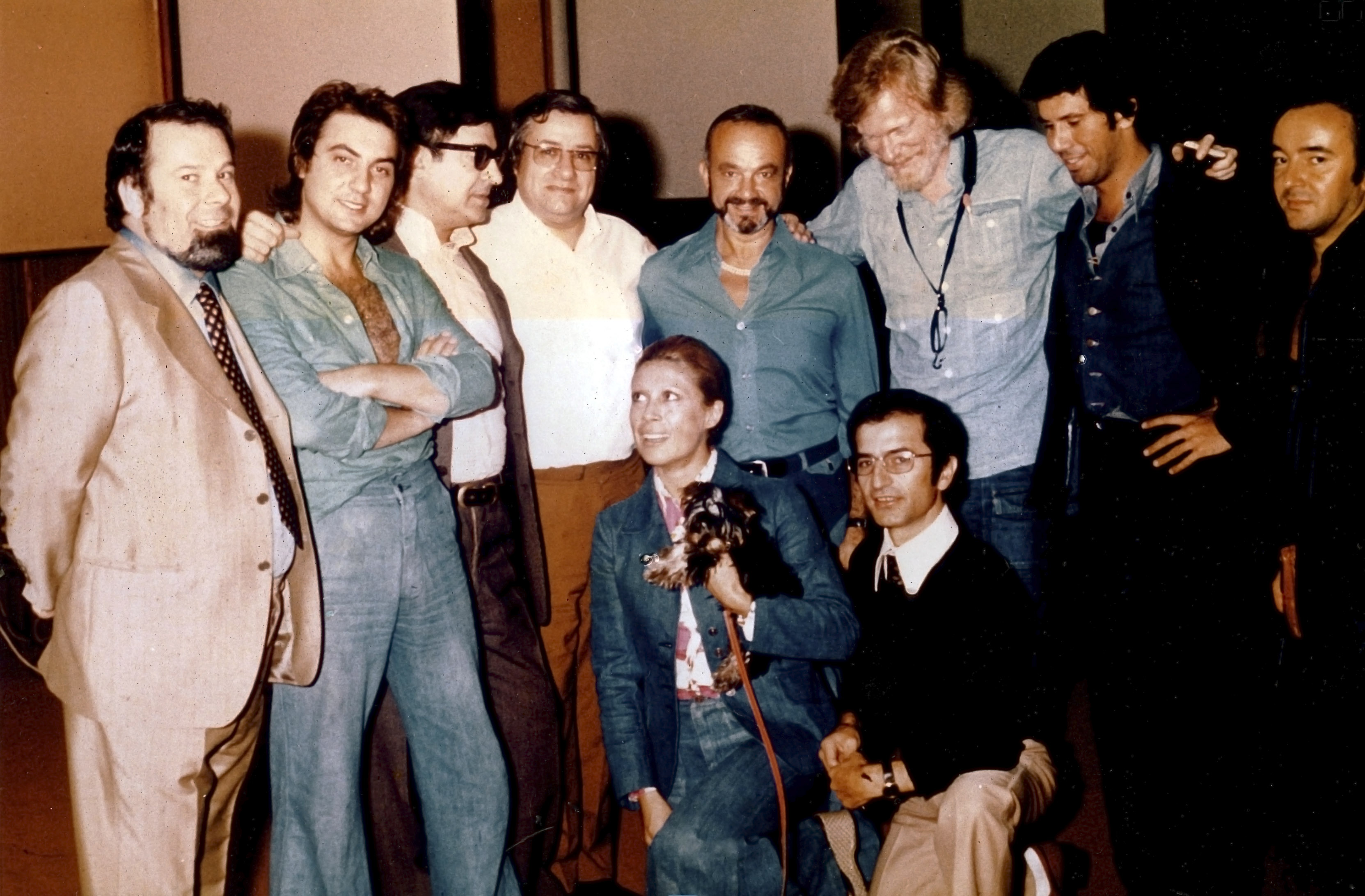
Aldo Pagani, Tullio De Piscopo, Filippo Daccó, Ángel "Pocho" Gatti, Astor Piazzolla, Gerry Mulligan, Pino Presti, Alberto Baldan Bembo;
abajo: Amelita Baltar, Tonino Paolillo.

- Ángel 'Pocho' Gatti - piano, Fender Rhodes, órgano
- Tullio De Piscopo - batería y percusión
- Pino Presti - bajo eléctrico
- Alberto Baldan, Gianni Zilioli - marimba
- Filippo Daccò, Bruno De Filippi - guitarra eléctrica

- Sección de cuerdas:
  - Umberto Benedetti Michelangeli - primer violín
  - Renato Riccio - primera viola
  - Enio Miori - primer violonchelo

Producción
- Productores - Aldo Pagani, Mario Fattori, Fabio Belotti
- Productor ejecutivo - Aldo Pagani
- Ingeniero de sonido - Tonino Paolillo
- Diseño original de portada - Roberto Carra, Marco Cambieri
- Fotógrafo - Alberto Rizzo